# Колонне
Колонне (німець. Конвой, колона) - це гігантська логістична операція радянської окупаційної адміністрації на сході Німеччини, спочатку Радянської військової адміністрації в Німеччині (Sowjetische Militäradministration in Deutschland - SMAD, Советская военная администрация в Германии - SVAG), яка потім перетворилася до Радянської контрольної комісії в Німеччині (Sowjetische Kontrollkommission - SKK, Советская контрольная комиссия в Германии) - грабіжницький рух усієї сировини, обладнання та заводів до Радянського Союзу. У 1940 - х роках, операція була проведена двома гілками радянської адміністрації - репарації та відділу постачання (Відділ з репарацій і постачання) і Департаменту транспорту (Транспортний відділ) в Берліні-Карлсхорсте, по крайней Gundelfinger Straße 38 (1945-1946), у Венденшльос (1946–1949), і знову в Берліні - Карлсхорст у Тресковалле (1949–). Потім підрозділи отримали ранг дощок. У 1948 році 52 особи здійснювали безпосередній нагляд за цим видом транспорту, що складався з 13 конвоїв (х 30 локомотивів).
Із союзних сил, які брали участь у розгромі нацистської Німеччини, військові репарації застосовувалися лише Радянським Союзом. Особливо жорстоко поводились із залізницями, які мали відіграти важливу роль у повоєнній економічній відбудові. Вивезли не лише локомотиви та вагони, ліквідували також багато вторинних ліній німецького DR (Deutsche Reichsbahn ), ряд магістральних ліній (раніше двоколійних) стали одноколійними, тягові та сигнальні мережі демонтували.

## Хід операції
Перевезення цього величезного тонусу репарацій (або, як деякі історики та публіцисти визначають здобич війни) було першим, якщо не найважливішим, завданням радянської окупаційної влади. Ця операція була проведена під час повсюдного повоєнного хаосу. Було використано радикальне, але ефективне рішення, до якого був залучений АР. Практично за одну ніч так зване Колонне (в перекладі з німецької мови - конвої), якому доручили перевезення техніки зі Східної Німеччини через Польщу до радянського кордону.
Про масштаби проекту свідчать дані, що, наприклад, у травні 1946 р. Із загальної кількості 2716 діючих локомотивів аж 800 локомотивів, тобто майже 1/3, були спрямовані на конвої служб. Статистика за період 1948–1949 рр. Втрачена, але є підрахунки, що між 1945 та 1953 р. Німецький персонал та обладнання здійснили понад 20 000 (зворотних) поїздок кожні 10–14 днів.
Така практика тривала до кінця 1953 р., Через чотири роки після створення теоретично незалежного суб'єкта міжнародного права - Німецької Демократичної Республіки ; пасажирський транспорт (пасажирська колонія № 42) до 1955 року.

## Інформація про акцію
Інформація про обози періодично з’являлась у пресі спеціалістів із залізничної Німеччини, але вона була випадковою і випадковою. Офіційні дані на цю тему ніколи не публікували Східна Німеччина чи Ради, і прорив відбувся лише тоді, коли архіви були опубліковані після падіння Берлінської стіни в 1989 році.
У 1998 р. У видавництві Transpress у Штутгарті була опублікована перша монографія на цю тему під назвою "Kolonne. Die Deutsche Reichsbahn im Dienste der Sowjetunion "(Конвої. Deutsche Reichsbahn на службі в Радянському Союзі). Книга включає, серед іншого, перелік локомотивів, що використовуються в обозах. 